# Ulf Wagner
Ulf Wagner, född 7 november 1955, är en svensk kock och krögare. Han var den förste i Göteborg med att år 1989 få en stjärna i Guide Michelin när han drev The Place. Han arbetade tillsammans med Leif Mannerström på Sjömagasinet som källarmästare och har därefter varit krögare på både Fiskekrogen och Basement. Han har blivit korad till Sveriges bäste sommelier och har synts i TV där han bland annat försett Stjärnorna på slottet med mat och dryck. Ulf Wagner är dessutom en årligen återkommande gästkock på Hotel Salzburger Hof i Bad Gastein.
Wagner har på senare år även blivit vinimportör.
Wagner undervisar på Institutionen för mat, hälsa och miljö vid Göteborgs universitet bland annat i ämnena vin- och måltidskunskap.